# Campylaspis heterotuberculata
Campylaspis heterotuberculata is een zeekommasoort uit de familie van de Nannastacidae. De wetenschappelijke naam van de soort is voor het eerst geldig gepubliceerd in 2000 door Corbera.